# نصب مشاة البحرية الحربي
نصب مشاة البحرية الحربي هو نصب تذكاري وطني يقع في مقاطعة أرلنغتون،فرجينيا ،الولايات المتحدة.تم تشييد النصب التذكاري في عام 1954 وخصص لجميع مشاة البحرية الذين ضحوا بحياتهم في الدفاع عن الولايات المتحدة منذ عام 1775.